# Xenosaga Episode I: Der Wille zur Macht
Xenosaga Episode I: Der Wille zur Macht (ゼノサーガ エピソードI 力への意志, Zenosāga Episōdo Wan Chikara e no Ishi) est un jeu vidéo de rôle développé par Monolith Soft sous la direction de Tetsuya Takahashi. Il sortit sur PlayStation 2 le 28 février 2002 au Japon, puis le 25 février 2003 en Amérique du Nord. Il s'agit du premier volet de la série Xenosaga.
Der Wille zur Macht veut dire littéralement « la volonté de puissance » et fait référence au concept de Nietzsche.

## Système de jeu

### Système de combat
Dans l’Episode I, le joueur contrôle un groupe de trois personnages maximum. L'un des personnages représente le groupe sur la carte. Les joueurs progressent dans l'histoire en traversant les zones et en combattant divers ennemis et boss. Les rencontres d'ennemis ne sont pas aléatoires. Ils patrouillent sur des zones fixes de la carte. Quand le joueur touche un ennemi, il ou elle entre en combat.
Comme la plupart des jeux de rôle, les combats dans l’Episode I se déroulent en tour par tour, impliquant un système numérique qui détermine la vie (points de dégâts), magie/Ether (points d'Ether), et dégâts (nombre apparaissant après chaque attaque ou soin). Les effets statut sont communs dans Xenosaga. Les personnages gagne des points d'expérience après chaque combat réussi; quand un personnage obtient un certain nombre de points, il ou elle gagne un niveau. Quand cela arrive, leurs statistiques montent en conséquence, bien qu'il y ait d'autre manière de les augmenter (voir ci-dessous). Cependant, Xenosaga introduit plusieurs concepts dans le système de combat :
- Jauge de boost : quand un membre du groupe attaque, sa "jauge de boost" augmente. Quand la jauge atteint au moins le Niveau 1, le personnage peut utiliser une attaque Boost pour immédiatement recevoir un tour supplémentaire. Chaque personnage peut atteindre jusqu'à trois niveaux de Boost en un combat.

- Unité A.G.W.S. : Le joueur peut monter à bord d'un mecha appelé A.G.W.S. en combat. Bien que l'unité A.G.W.S. permette généralement des attaques spéciales et d'améliorer les statistiques, ils disposent de tours limités, de munitions, et d'actions (par exemple, un personnage ne peut utiliser d'ethers de soins ou des objets quand il ou elle dans un A.G.W.S.). Ce système est similaire au "Gear" dans Xenogears.

- Ether, Tech et points de Skill : En plus des récompenses financière et en expérience après chaque combat, les personnages obtiendront des points Ether, des points Tech, et des points de Skills pour avoir terminé un combat. Les points Ether peuvent être dépensés pour obtenir de nouvelle Ether, ou des sorts qui sont uniques pour chaque personnage. Les points de Tech sont utilisés pour améliorer les statistiques, telle que la puissance d'attaque, les points de vie, et la dextérité. Enfin, les points de Skill peuvent être utilisés pour obtenir des attaques spéciales, des gardes contre les attaques à effet, ou d'autres choses.

- Système d'AP : Quand un ennemi attaque, les personnages peuvent effectuer une palette d'attaques différentes. Cependant, le nombre d'attaque qui peuvent être réalisée est déterminée par la quantité de points d'actions (AP) dont le personnage dispose. Les personnages obtiennent des APs au début de leur tour, mais ils peuvent aussi conserver jusqu'à six points non utilisés.

### Spécificités
Parmi les spécificités du jeu il n'y a pas de carte du monde, mais le joueur peut voyager sur plusieurs régions du jeu à travers l'Encephalon, un lieu explicateur vu aussi dans l’Episode II. Il y a aussi une base de données, plusieurs mini-jeu "module" qui peuvent être accessible depuis la console UMN portable de Shion, et un système de messagerie électronique qui permet au joueur de prendre des décisions qui peuvent avoir une petite importance dans l'intrigue du jeu.  L’Episode I possède une chasse au trésor, dans lequel le joueur doit trouver des décodeurs pour dix-huit portes fermées disséminés à travers le jeu. Les portes mènent à divers trésor et compétences. Enfin, la carte du jeu dispose d'un petit radar qui détecte les zones des ennemis et des alliés.

## Bande-son
La bande-son de l’Episode I est composé par Yasunori Mitsuda et interprété par l'orchestre philharmonique de Londres. Cette bande son fut la plus importante du projet Xenosaga. L’Episode I dispose d'un thème de combat utilisé dans tous les combats et tous les boss excepté pour le boss final.

## Xenosaga: Episode I Reloaded
Vers la mi-2003, Namco sort aussi une version spéciale de l'Episode I au Japon pour rappeler la sortie proche de Xenosaga: Episode II, cette version est appelée Xenosaga: Episode I Reloaded, qui dispose d'un doublage anglais et quelques options spéciales, comme deux armures supplémentaires qui sert de costume alternatif à KOS-MOS et MOMO, et un mode théâtre dans lequel les cinématiques du jeu peuvent être regardées (sous réserve qu'elle soit déjà vue et sauvegardée). Cette version n'est pas sortie du Japon.

## Xenosaga Freaks
Le 28 avril 2004, Namco sort Xenosaga Freaks au Japon, un jeu supplémentaire incluant un jeu de mots fondé sur le Mojipittan de Namco et ayant pour thème Xenosaga, ce jeu est appelé Xenopittan, un jeu d'aventure comique Xenocomi; le dictionnaire complet de la terminologie de l’Episode I amélioré avec des clips audio et vidéo, ainsi qu'une démo jouable de l’Episode II. Il est plus proche de l'anthologique Xenogears de Perfect Works que de Xenosaga derrière le Design Matériel Original.

## Distribution des voix

### Version anglaise
- Dave Wittenberg est Allen Ridgely
- Derek Stephen Prince est Chaos
- Brianne Siddall est Jr./Rubedo]
- Crispin Freeman est Jin Uzuki / Albedo / Gaignun Kukai (Nigredo)
- Sherry Lynn est MOMO
- Bridget Hoffman est KOS-MOS
- Lia Sargent est Shion Uzuki
- Richard Epcar est Ziggurat 8 (Ziggy)
- Paul St. Peter est Andrew Cherenkov
- Richard Cansino est Wilhelm
- Julie Ann Taylor est Miyuki Itsumi
- Kari Wahlgren est Febronia / Pellegri
- Wendee Lee est Mary Godwin
- Dorothy Elias-Fahn est Shelly Godwin
- Beau Billingslea est Helmer
- Anne Sherman est Nephilim
- Chris Smith est Kevin Winnicot
- Lex Lang est Louis Virgil
- Michael McConnohie est Margulis
- Kirk Thornton est le capitaine Matthews
- Tony Oliver est Tony / Voix additionnelles
- Michael Lindsay est Hammer
- William Knight est Joachim Mizrahi
- Debra Rogers est Lapis Roman
- Bob Papenbrook est Vanderkaum / Voix additionnelles
- Voix additionnelles

Doug Stone
Michelle Ruff
John Rubinstein
Bob Buchholz
Johnny Yong Bosch

### Version japonaise
- Hiroaki Hirata est Allen Ridgely
- Soichiro Hoshi est Chaos
- Hideyuki Tanaka est Jin Uzuki
- Eriko Kawasaki est Jr./Rubedo
- Mariko Suzuki est KOS-MOS
- Rumi Shishido est MOMO
- Ai Maeda est Shion Uzuki
- Masashi Ebara est Ziggurat 8 (Ziggy)
- Emi Uwagawa est Miyuki Itsumi
- Hisao Egawa est Andrew Cherenkov
- Nobuyuki Hiyama est Wilhelm
- Mariko Kouda est Febronia
- Kōichi Yamadera est Albedo / Gaignun Kukai (Nigredo)
- Rie Kugimiya est Mary Godwin
- Yumi Takada est Shelly Godwin
- Naomi Shindou est Juli Mizrahi
- Masaru Ikeda est Helmer
- Yumi Touma est Nephilim
- Maiko Ito est Abel (bande-annonce seulement)
- Hideo Ishikawa est Kevin Winnicot
- Masakazu Morita est Louis Virgil
- Jouji Nakata est Margulis
- Eriko Hara est Pellegri
- Masaharu Satou est Sellers
- Unshou Ishizuka est le capitaine Matthews
- Takehito Koyasu est Tony
- Taiki Matsuno est Hammer
- Kenichi Noda est Joachim Mizrahi
- Tetsu Inada est Togashi